# Рокка-ді-Камбіо
Рокка-ді-Камбіо (італ. Rocca di Cambio) — муніципалітет в Італії, у регіоні Абруццо,  провінція Л'Аквіла.
Рокка-ді-Камбіо розташована на відстані близько 95 км на північний схід від Рима, 17 км на південний схід від Л'Акуїли.
Населення — 518 осіб (2014).
Щорічний фестиваль відбувається 13 грудня. Покровитель — Santa Lucia.

## Демографія
Населення за роками:

Станом на 1 січня 2023 року в муніципалітеті офіційно проживали 64 іноземці з 10 країн, серед них 30 громадян країн Євросоюзу та 9 громадян України.

## Сусідні муніципалітети
- Л'Аквіла
- Луколі
- Окре
- Рокка-ді-Меццо